# Малая Даниловка
Малая Дани́ловка (укр. Мала Данилівка) — посёлок в Малоданиловском поселковом совете Дергачёвского района Харьковской области Украины.
Является административным центром Малоданиловского поселкового совета (ОТГ), в который, кроме того, входят сёла Зайченки, Караван, Лужок, Чайковка, с 2018 года также Черкасская Лозовая и Лесное.

## Географическое положение
Посёлок городского типа Малая Даниловка находится на левом берегу реки Лопань в месте впадения в неё реки Лозовенька, которая делит посёлок на две части.
Северная часть посёлка — бывший посёлок Институтское.

## История
- 1714 — дата первого упоминания[1].
- 19 октября 1938 — изменение статуса на посёлок городского типа[4].

Во время Великой Отечественной войны в 1941—1943 посёлок находился под немецкой оккупацией.
В годы войны 437 жителей села воевали на фронтах в рядах Советской армии; из них погибли минимум 120 воинов; 129 были награждены боевыми орденами и медалями СССР.
В 1966 году население составляло 6800 человек; в посёлке работал Лозовеньковский питомник, выращивавший деревья.
В 1974 году здесь действовали учебное хозяйство Харьковского зооветеринарного института, совхоз «Декоративные культуры», имевший 338 га земли и 76 000 кв. м теплиц, и предприятия местной промышленности.
В 1976 году население составляло 9200 человек. К этому году за мирные производственные успехи 14 жителей были награждены орденами и медалями СССР.
При СССР в посёлке действовал совхоз "Прогресс".
В январе 1989 года численность населения составляла 8421 человек, по данным переписи 2001 года — 7471 человек, на 1 января 2013 года — 8162 человека.
В середине XX века в поселке работала детская исправительная колония.

## Экономика
- Молочно-товарная ферма.
- Питомник.
- Тепличное хозяйство.
- Харьковский плодоовощной оптовый рынок.
- Факультет ветеринарной медицины Государственного биотехнологического университета.
- Учебно-исследовательское хозяйство «ПРОГРЕСС» Харьковской государственной зооветеринарной академии.
- ООО фирма «Агротех».
- «РАДИКС+», ООО.
- Дергачевский завод продтоваров, ООО.
- Центр оптовой торговли «Metro».
- Гипермаркет «КАРАВАН».

## Транспорт
В посёлке две железнодорожные станции — Лозовеньки и Подгородняя.
Посёлок примыкает к Харьковской окружной дороге (М-03), через посёлок проходит автомобильная дорога Т-2103.

## Объекты социальной сферы
- Школа.
- Музыкальная школа.
- Детский сад.
- Больница (поликлиника возле университета).
- Стадион.
- Клуб ХДЗВА.
- «Акваспорт», водно-гребная база.
- Учебно-медицинская библиотека.
- 2 библиотеки.

## Достопримечательности
- Братская могила советских воинов. 21 августа 2021 года УПЦ МП освятила восстановленный памятник павшим воинам.
- Музей истории факультета ветеринарной медицины Государственного биотехнологического университета.
- Конюшня с манежем (начало XX века).
- Зоопарк при Государственном биотехнологическом университете.
- Русло реки Лопань.
- Трасса для авторалли в Черкасской Лозовой, где проходят Чемпионаты Украины и международные по авторалли и мотокроссу.
- Хвойный и лиственные леса.
- Озера при ХГЗВА и Караванское.

## Религия
- Храм Иоанна Златоуста

## Известные люди
- В посёлке жил и работал в зооветинституте с 1924 по 1965 год (с перерывами) академик ВАСХНИЛ Н. Д. Потемкин.
- В посёлке родился Юрий Сивуха — советский и украинский футболист, вратарь. Чемпион мира среди молодёжи (1977), обладатель Кубка СССР (1988), мастер спорта СССР.